# Gordingstek
Der Gordingstek ist ein Knoten, um eine Leine dauerhaft an einem Ring, einem Schäkel oder einer Spiere (Rundholz) zu befestigen.

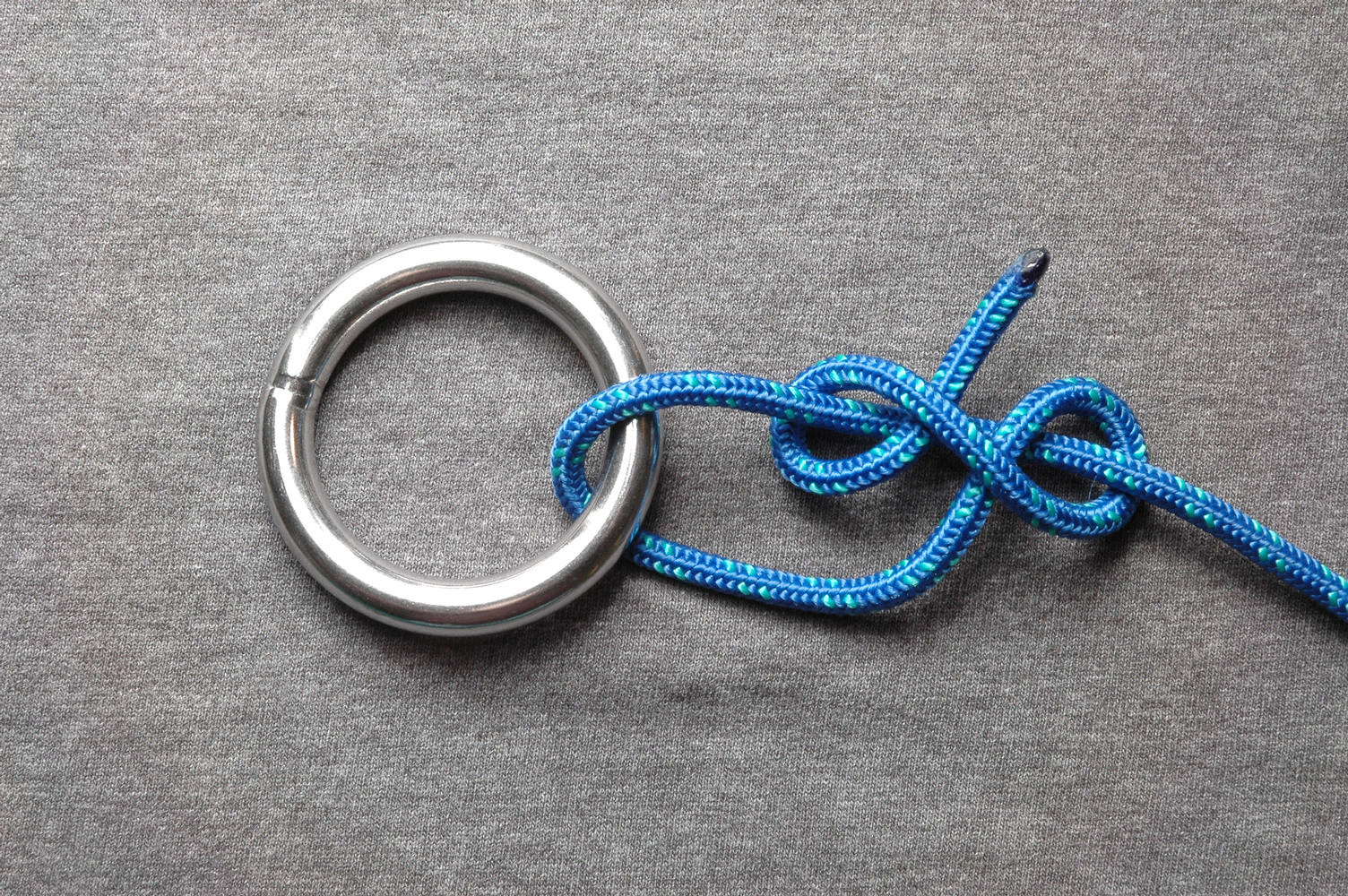
Gordingstek am Ring

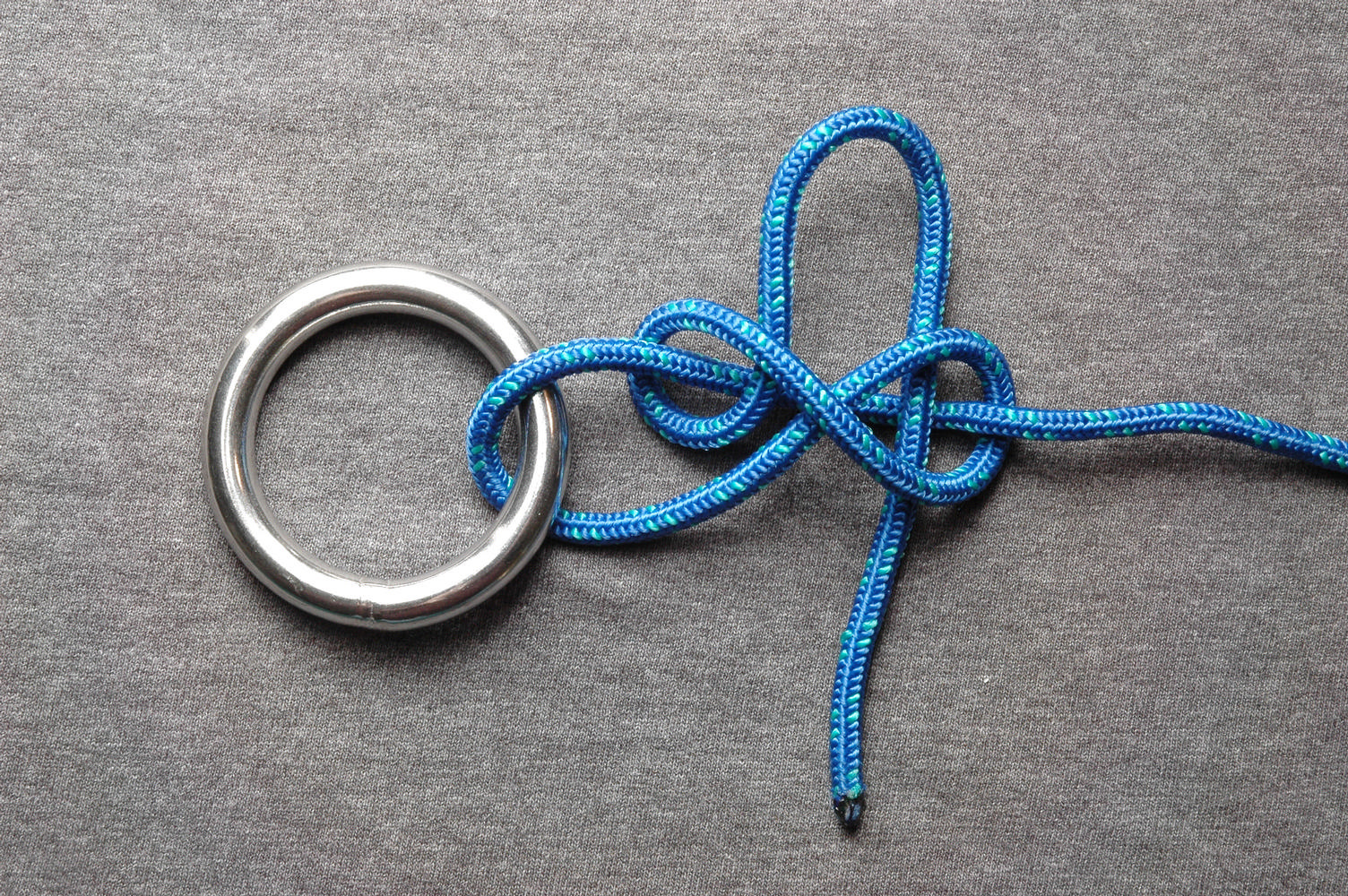
Geslippter Gordingstek

## Anwendung
Der Gordingstek eignet sich, um eine Leine dauerhaft an einem Ring, einem Schäkel oder einer Spiere zu befestigen. Er ist sehr kompakt und hält sicher. Dadurch kann die volle Seillänge ausgenutzt werden. Nach hoher Belastung nur schwer zu öffnen, ist er deshalb besonders geeignet zur Befestigung des Schäkels am Fall.

## Knüpfen
Der Gordingstek besteht aus zwei halben Schlägen um die feste Part. Aber anders als beim Rundtörn mit zwei halben Schlägen beginnt man von außen und setzt den zweiten halben Schlag nach innen zur Schlinge, so dass sich dieser beim Zuziehen bekneift.
Die lose Part kann sehr kurz gehalten sein.
Das Knüpfen lässt sich als Stecken eines sich bekneifenden „laufenden“ Webeleinensteks mit dem losen Ende um das feste Ende beschreiben.

## Auf Slip gelegt
Auf Slip gelegt entsteht ein sehr stabiler schnell lösender Anbindeknoten, der zum Anbinden von Pferden oder kleinen Booten dient. Er wurde von Landwirtschaftsschulen als Knoten zum Anbinden von Pferden empfohlen.  Auch wenn ein Objekt, an welches man bindet, groß ist, sollte ein Gordingstek mit Slip bevorzugt werden.

### Knüpfversion 2

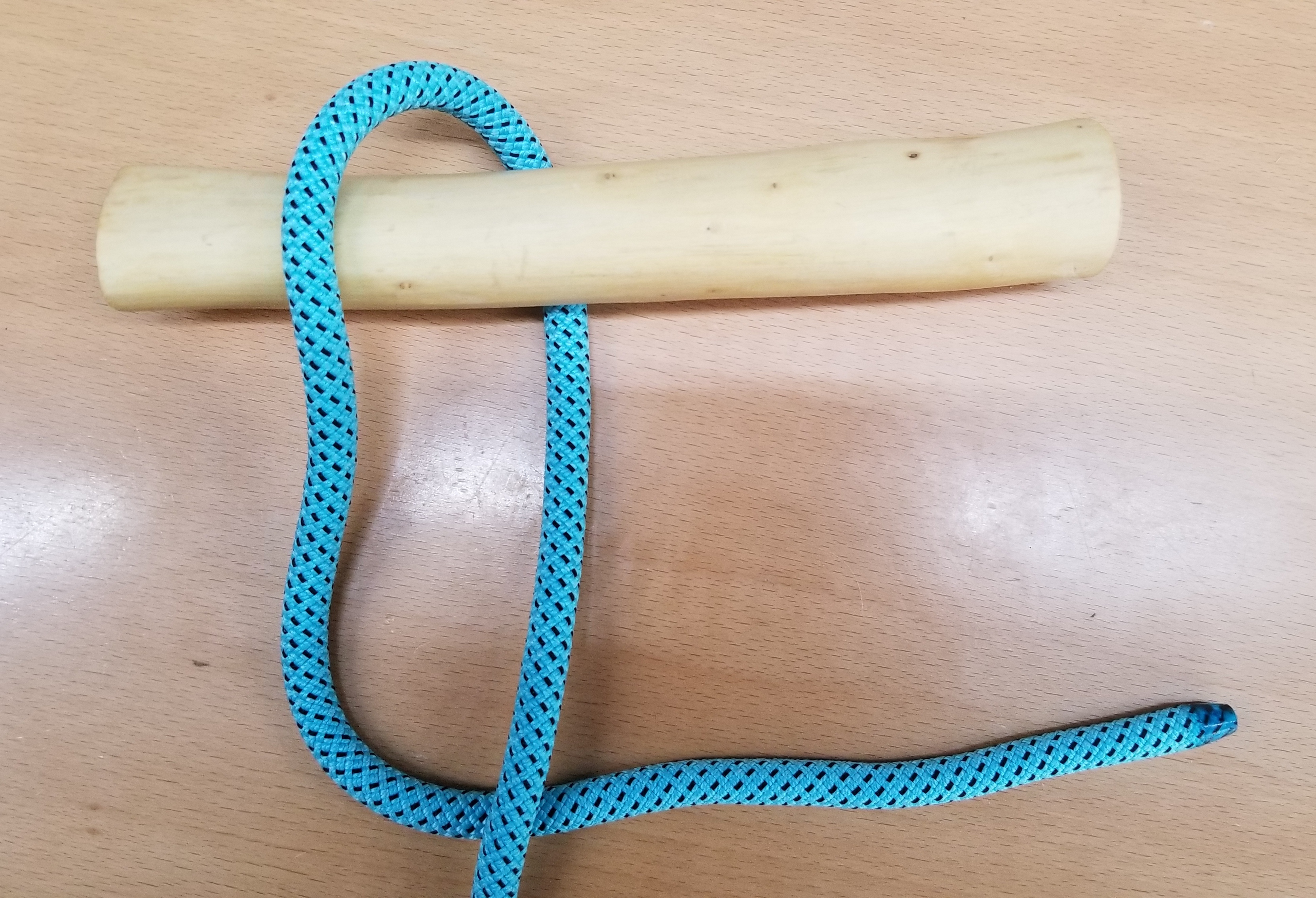
Man macht einen Törn um das Rundholz und führt es unter dem festen Ende durch.
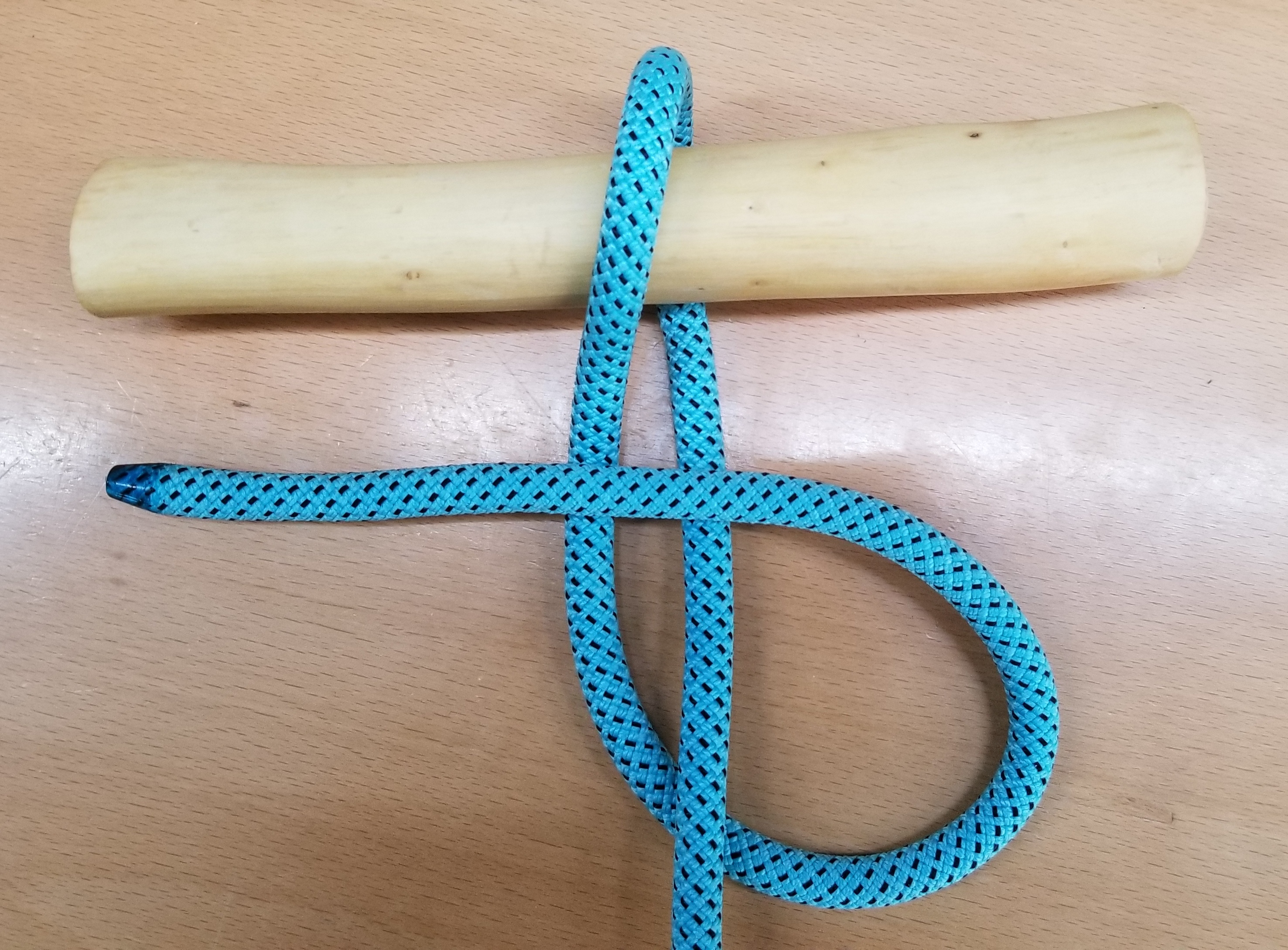
Dann oben rüber
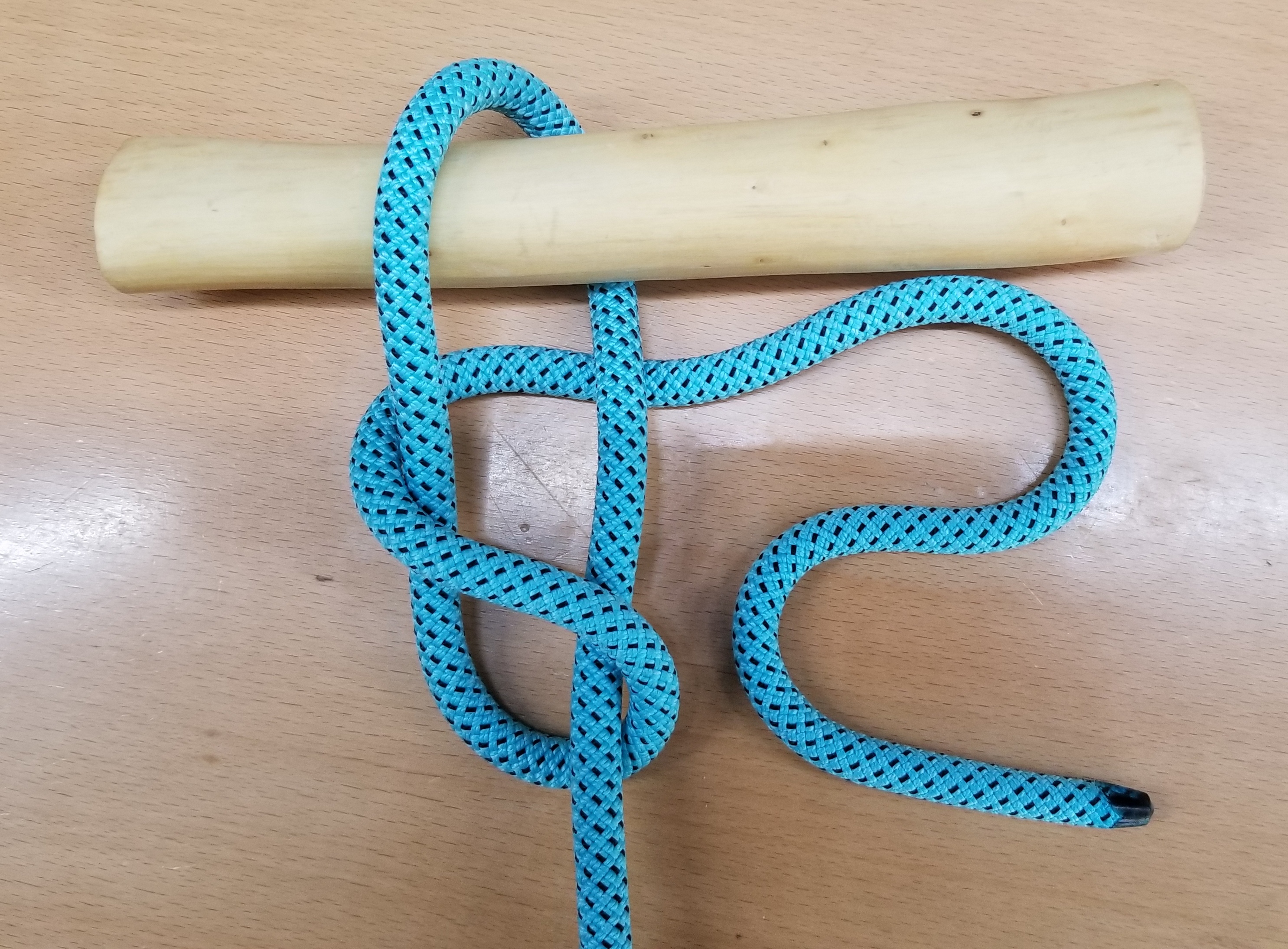
und unten wieder zurück und bildet eine Bucht
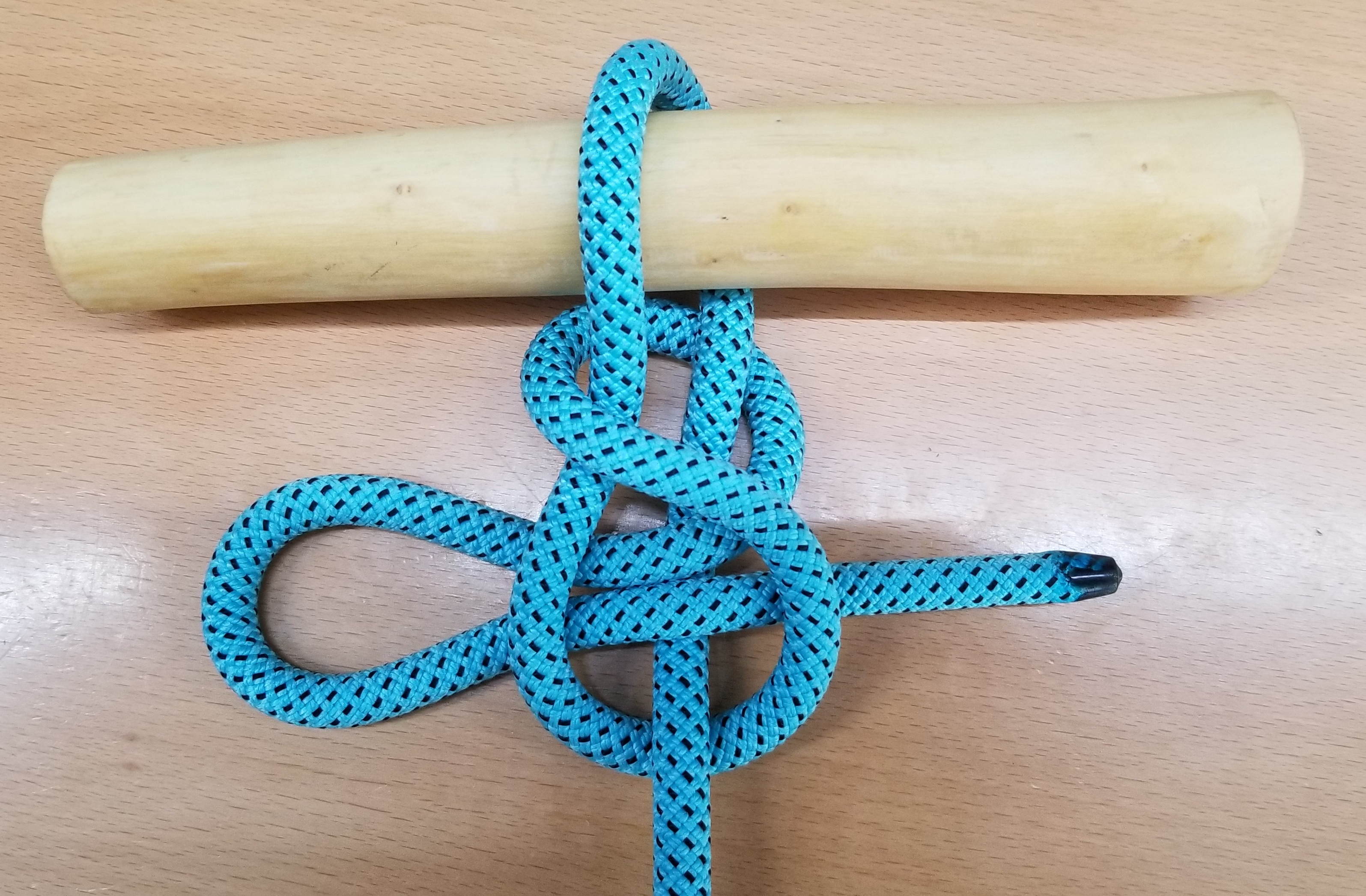
Dann führt man die Bucht unter das untere Auge bleibt aber über dem festen Ende
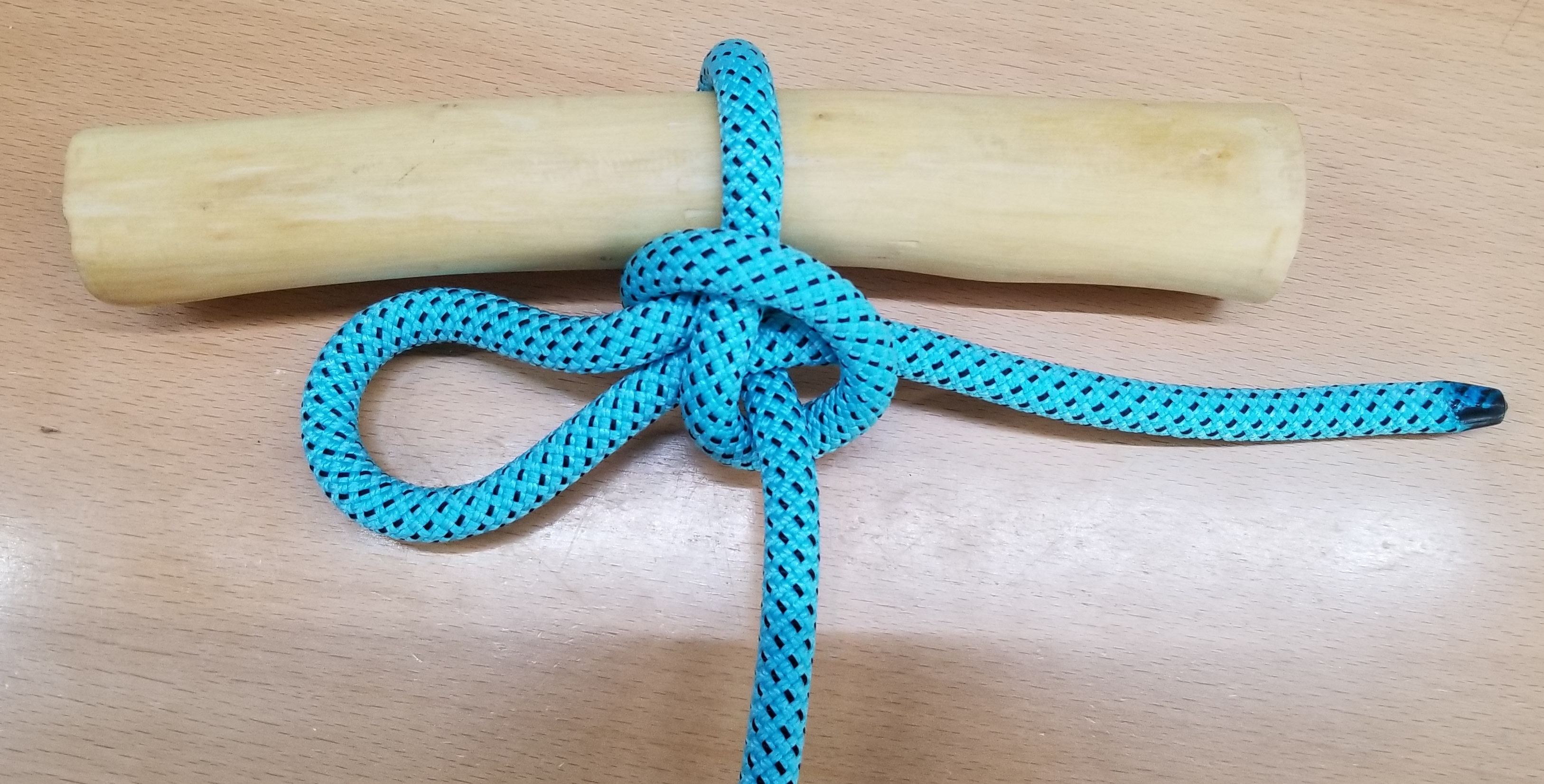
Geslippter Gordingstek
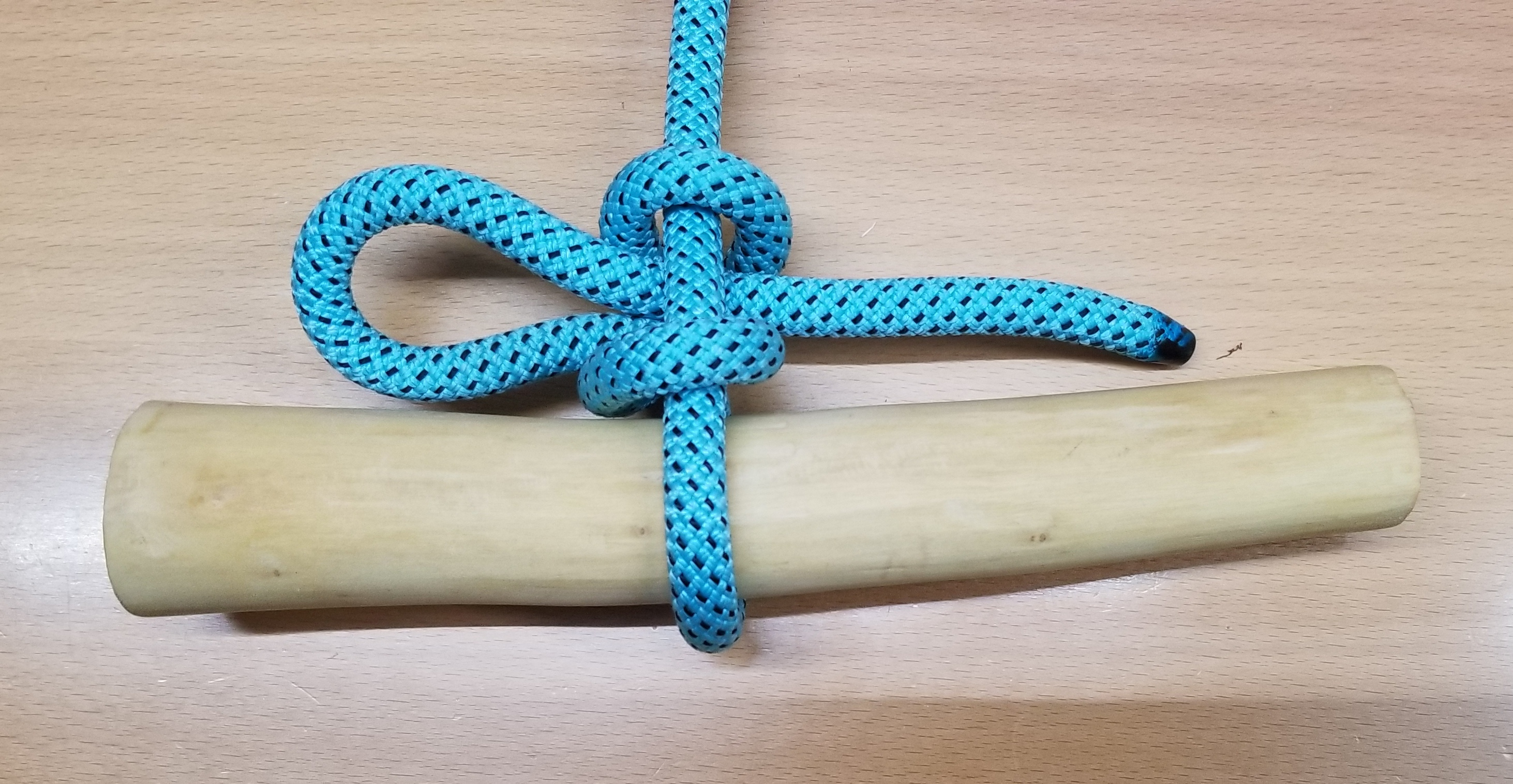
Rückseite des geslippten Gordingsteks

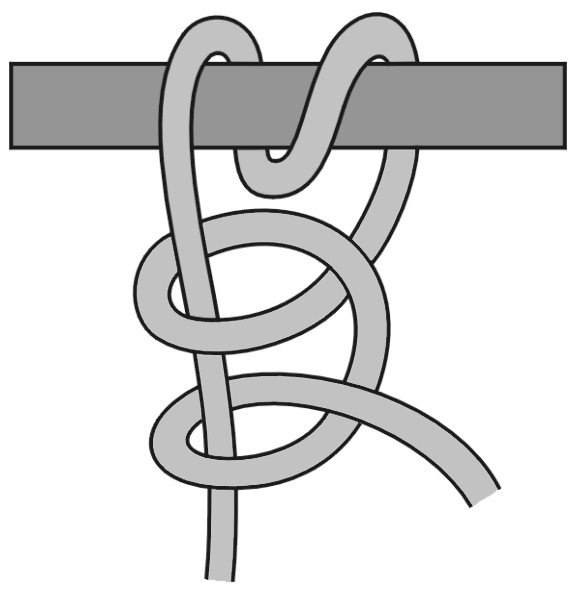
Rundtörn mit zwei halben Schlägen

## Alternativen
- Der Rundtörn mit zwei halben Schlägen lässt sich leichter wieder lösen, er bekneift aber nicht so stark das lose Ende.
- Der Roringstek dient ebenfalls zum dauerhaften Verbinden einer Leine mit einem Ring.
- Höhlenforscher verwenden den Höhlenknoten.
- Reiter verwenden auch einen anderen Anbindeknoten wie bspw. den Halfterstek.[11]

## Abwandlungen
- Doppelter Gording: Verwendung von zwei gegenläufigen Gordingsteks zum Knüpfen einer Seilverbindung, z. B. als Rundschlinge, eine Alternative zum doppelten Spierenstich.[12][13] Ein Vorteil gegenüber dem doppelten Spierenstich ist, dass sich der doppelte Gording nach starker Belastung einfacher wieder öffnen lässt.